# Fi'saia Pakistana
La Fi'saia Pakistana, in urdu پاک فضائیہ ed internazionalmente nota con la designazione in lingua inglese Pakistani Air Force e con la sigla PAF, è l'attuale aeronautica militare del Pakistan e parte integrante delle forze armate pakistane.

## Storia
La Fi'saia Pakistana viene fondata, come le altre forze armate nazionali, il 15 agosto 1947, nell'ambito della dichiarazione di indipendenza dall'India. Al momento della sua istituzione la forza aerea pakistana poteva contare solo su un ridotto numero di velivoli, molti dei quali nemmeno in condizioni di volo, tra i quali i caccia Hawker Tempest, gli addestratori de Havilland DH.82 Tiger Moth e North American Harvard (T-6 Texan), i Taylorcraft Auster V da osservazione e collegamento e 32 Douglas C-47 Skytrain da trasporto.
Erano modelli poco adatti alle esigenze della locale aeronautica militare in quanto le caratteristiche fisiche del territorio in cui dovevano operare, cinto a settentrione dal Kashmir e ad occidente dall'Hindu Kush, erano troppo elevate per le quote operative di quei velivoli, obbligando gli stessi a percorrere strette ed impegnative rotte tra le valli montane.

## Aeromobili in uso
Sezione aggiornata annualmente in base al World Air Force di Flightglobal del corrente anno. Tale dossier non contempla UAV, aerei da trasporto VIP ed eventuali incidenti accorsi durante l'anno della sua pubblicazione. Modifiche giornaliere o mensili che potrebbero portare a discordanze nel tipo di modelli in servizio e nel loro numero rispetto a WAF, vengono apportate in base a siti specializzati, periodici mensili e bimestrali. Tali modifiche vengono apportate onde rendere quanto più aggiornata la tabella.
Elenco parziale, sia perché molti dei tipi elencati potrebbero non essere più in servizio, sia nel numero dei velivoli in dotazione, in quanto parte degli elicotteri (fatta eccezione per i Mi-17 ed i SA-316) sono stati ceduti all'aviazione dell'esercito
| Aeromobile                           | Origine          | Tipo                                                                         | Versione (denominazione locale)                   | In servizio (2024) | Note | Immagine |
| Aerei da combattimento               |                  |                                                                              |                                                   |                    | |          |
| Lockheed Martin F-16 Fighting Falcon | Stati Uniti      | cacciabombardiereconversione operativacacciabombardiereconversione operativa | F-16A F-16BF-16C F-16D                            | 4431               | 40 F-16 Block-15 (28 F-16A e 12 F-16B) ordinati nel 1981 e consegnati tra il 1983 ed il 1987, due dei quali persi in scontri con aerei sovietici e afghani che sconfinavano durante il conflitto tra i due paesi e 6 successivamente. A causa di questi attriti furono ordinati, a dicembre 1988 altri 11 aerei (6 F-16A e 5 F-16B), seguiti da un ordinativo per 60 aerei. Di questi 71, 28 furono prodotti, ma mai trasferiti, a causa dell'embargo per il programma nucleare pakistano. Stoccati sulla Davis-Monthan, in Arizona, in attesa di un acquirente, nel 2002, furono trasformati in aggressor TF-16N per i reparti addestrativi di USAF e US Navy. Dopo la distensione dei rapporti sono stati consegnati 26 dei 28 aerei bloccati dall'embargo e nel 2007-2010 sono stati consegnati 18 F-16C/D Block-52, seguiti nel 2014 da 13 F-16A/B (9 F-16A ADF e 4 F-16B) aggiornati allo standard ADF ceduti dalla Giordania. Uno degli 89 esemplari in servizio (un monoposto) è andato perso il 11 marzo 2020. |          |
| Joint Fighter JF-17 Thunder          | Cina Pakistan    | cacciabombardiereconversione operativa                                       | JF-17 Block I JF-17 Block IIJF-17 Block IIIJF-17B | 1231225            | 150 aerei ordinati in tre lotti, con il primo lotto, che comprende 50 esemplari del block-1 consegnati tra il 2008 ed il 2013. Nel 2011-2012 Sono stati ordinati due lotti di 50 velivoli del block-II, con consegne iniziate nel 2015. Al febbraio 2019 risultano consegnati 125 aerei. 26 JF-17B ordinati a fine 2017, 12 consegnati ad inizio 2020, 14 a fine dicembre 2020. Un esemplare monoposto è stato perso il 15 settembre 2020. Un JF-17B è stato perso il 6 agosto 2021. 50 JF-17 Block III ordinati, i primi dei quali consegnati a marzo 2023. |          |
| Dassault Mirage III                  | Francia          | caccia multiruoloaereo da ricognizioneconversione operativa                  | Mirage IIIEP Mirage III RPMirage IIIDP            | 6918               | 24 caccia multiruolo Mirage IIIEP/RP/DP ordinati nel 1967 e consegnati nel 1968-1969. 10 Mirage IIIRD da ricognizione consegnati nel 1977. Nel 1990-1991 entrarono in servizio 45 Mirage IIIE ceduti dalla RAAF australiana e sottoposti ad un primo upgrade, anche grazie ad altri 5 esemplari da cannibalizzare. Tra il 1998 ed il 2010 sono stati acquisiti 10 Mirage IIIE ex libanesi. Dal 1999, 33 Mirage ex RAAF sono stati aggiornati (grazie all'allora Sagem e l'allora Selex Galileo che ha fornito il radar Grifo-M3) allo standard Rose-2/3 Per operare come aerei ognitempo. |          |
| Dassault Mirage 5                    | Francia          | cacciabombardiereaereo da ricognizioneconversione operativa                  | Mirage 5PA Mirage 5PA3 Mirage 5FMirage 5DP        | 902                | 28 Mirage 5PA da attacco e 2 Mirage 5DP biposto ordinati nel 1970 e consegnati tra il 1972 ed il 1973, mentre nel 1979 furono ordinati 32 Mirage 5PA3 da attacco antinave dotati di radar Agave e Missili antinave Exocet che furono consegnati nel tra il 1980 e il 1983. Tra il 1998 ed il 2010 sono stati acquisiti 40 Mirage 5F ex francesi e 10 Mirage 5F ex libici. Dal 1999, 34 Mirage 5 sono stati aggiornati (grazie all'allora Sagem e l'allora Selex Galileo che ha fornito il radar Grifo-M3) allo standard Rose-2/3 Per operare come aerei ognitempo. |          |
| Chengdu J-10 Dalilong                | Cina             | cacciabombardiere                                                            | J-10CE                                            | 20                 | 25 J-10CE ordinati a dicembre 2021, con consegne previste per il 23 marzo 2022, giornata della Parata della Difesa. I primi 6 J-10CE sono stati consegnati tra il 5 ed il 6 marzo 2022, ed immessi in servizio il giorno 11. Ulteriori 6 J-10CE consegnati il 30 agosto 2022. |          |
| Chengdu J-7 Skybolt                  | Cina             | caccia intercettoreconversione operativa                                     | F-7MP F-7PGFT-7                                   | 1345               | Circa 200 tra F-7MP ed F-7PG sono stati consegnati A partire dal 1987, e con gli ultimi 57 F-7MP/PG, consegnati tra il 2001 ed il 2003, dotati del radar italiano Grifo-7 Mk2. Nel 2000-2005, questo apparato fu montato anche su 100 dei primi esemplari consegnati. Uno dei 7 biposto FT-7P in servizio a tutto il dicembre del 2019 è stato perso il 7 gennaio 2020. Uno dei 135 F-7PG è stato perso il 12 febbraio 2020. |          |
| Aerei AEW e AWACS                    |                  |                                                                              |                                                   |                    | |          |
| Saab 2000 Erieye                     | Svezia           | AEW                                                                          | Saab 2000AEW                                      | 9                  | 4 Saab 2000AEW (inizialmente erano 6) ordinati nel 2006 ed entrati in servizio nel 2009-2010. Ulteriori 3 ordinati nel 2017, hanno portando a sette il numero degli esemplari in organico. Ulteriori due esemplari sono stati ordinato nel 2020, con la consegna del nono ed ultimo esemplare il 2 luglio 2024. |          |
| Shaanxi ZDK-03 Karakoram Eagle       | Cina             | AEW                                                                          | ZDK-03                                            | 4                  | 4 consegnati ed entrati in servizio tra il 2011 ed il 2014. |          |
| Aerei per impieghi speciali          |                  |                                                                              |                                                   |                    | |          |
| Dassault Falcon 20                   | Francia          | ECM ESM                                                                      | Falcon 20D EW                                     | 2                  | |          |
| Beechcraft King Air 350              | Stati Uniti      | aereo da ricognizione                                                        | B350 ISR                                          | 4                  | 4 consegnati nel 2011-2013. |          |
| Aeromobili a pilotaggio remoto - UAV |                  |                                                                              |                                                   |                    | |          |
| AAI RQ-7 Shadow                      | Stati Uniti      | UAV                                                                          | RQ-7                                              | 12                 | 12 ordinati. |          |
| Baykar Bayraktar Akinci              | Turchia          | UAV                                                                          | Akinci                                            | 1                  | 7 Akinci-A ordinati. Primo esemplare consegnato ad aprile 2023 ed entrato in servizio a dicembre dello stesso anno. |          |
| Bayraktar TB2                        | Turchia          | UAV                                                                          | TB2                                               | 3                  | 3 TB2 in servizio al dicembre 2023. |          |
| CAIG Wing Loong                      | Cina             | UAV                                                                          | Wing Loong I                                      | 4                  | 5 Wing Loong I ordinati nel 2015. Un esemplare è andato perso il 18 giugno 2016. |          |
| CASC Rainbow                         | Cina             | UAV                                                                          | CH-3                                              | 5                  | 5 CH-3 ordinati nel 2015. |          |
| Selex ES Falco                       | Italia           | UAV                                                                          | Falco                                             | 25                 | |          |
| NESCOM Burraq                        | Pakistan         | UAV                                                                          | Burraq                                            | 12                 | |          |
| SATUMA Jasoos II                     | Pakistan         | UAV                                                                          | Jasoos II                                         | 45                 | |          |
| SATUMA Mukhbar                       | Pakistan         | UAV                                                                          | Mukhbar                                           | ?                  | ? |          |
| GIDS Shahpar                         | Pakistan         | UAV                                                                          | Shahpar                                           | 5                  | |          |
| Aerei per rifornimento in volo       |                  |                                                                              |                                                   |                    | |          |
| Ilyushin Il-78 Midas                 | Russia           | rifornimento in volo                                                         | Il-78MK                                           | 4                  | 4 Il-78MK acquistati nel 2006 dall'Ucraina, e consegnati nel 2009-2012 dopo un radicale ammodernamento. |          |
| Aerei da trasporto                   |                  |                                                                              |                                                   |                    | |          |
| Lockheed C-130 Hercules              | Stati Uniti      | aereo da trasporto                                                           | C-130BC-130EC-130H                                | 596                | 4 C-130B, furono infatti consegnati nuovi nel 1963. 6 C-130B furono poi incorporati, di seconda mano e in 2 lotti, tra il 1974 e il 1981, mentre nel 2005-2007 sono stati ceduti, sempre dall’USAF, 6 C-130E modernizzati, più un settimo esemplare da cannibalizzare. Altri 8 C-130B/E furono acquistati dall’Iran tra il 1967 e il 1974. Più volte aggiornati, anche con sistemi FLIR, al luglio 2022 restano in servizio attivo 14 Hercules (5 C-130B e 9 C-130E, con almeno altri 2 esemplari in riserva, e altri radiati per cannibalizzazione), per i quali Rockwell Collins aveva annunciato di avere ricevuto un contratto da 30,7 milioni di dollari per la consegna di 16 kit di upgrade. Gli interventi di aggiornamento sarebbero stati effettuati sulla base "Nur Khan", nella capitale Islamabad, e saranno completati a dicembre 2020. Ulteriori 7 C-130H ex Composante Air belga acquistati dalla Blue Aerospace nel 2021.                                                                             |          |
| Airbus A310                          | Unione europea   | trasporto VIP                                                                | A310-300                                          | 1                  | 1 A310-300 fornito nel 2009 dalla Pakistan International Airlines che viene militarizzata in situazioni critiche. |          |
| Gulfstream IV                        | Stati Uniti      | aereo da trasporto                                                           | Gulfstream IV                                     | 4                  | Entrati in servizio tra il 2004 ed il 2009. |          |
| Embraer Phenom 100                   | Brasile          | aereo da trasporto VIP                                                       | EMB-500                                           | 4                  | Entrati in servizio tra il 2004 ed il 2009. |          |
| CASA CN-235                          | Indonesia Spagna | aereo da trasporto aereo da trasporto VIP                                    | CN-235-220                                        | 3                  | 4 CN-235 ordinati alla IPTN indonesiana nel 2002 e consegnati dal 2004, uno dei quali è configurato per il trasporto VIP. |          |
| Harbin Y-12                          | Cina             | aereo da trasporto                                                           | Y-12                                              | 2                  | 6 acquistati nel 1996-1997. |          |
| Beechcraft Super King Air            | Stati Uniti      | aereo da trasporto                                                           | B350                                              | 1                  | 1 consegnato nel 2011-2013 ed utilizzato anche per addestrare i piloti destinati ai B350 ISR. |          |
| Saab 2000                            | Svezia           | aereo da trasporto                                                           | Saab 2000                                         | 1                  | 1 acquistato di seconda mano e consegnato nel 2008, utilizzato per trasporto VIP, assistenza sanitaria ed anche per addestrare i piloti degli Saab 2000 Erieye. |          |
| Aerei da addestramento               |                  |                                                                              |                                                   |                    | |          |
| Hongdu K-8 Karakorum                 | Cina             | aereo da addestramento                                                       | K-8P                                              | 37                 | 60 esemplari ordinati ed entrati in servizio a partire dal 1994. Un esemplare (il primo dal 1994) è precipitato a maggio 2015. Un K-8P della pattuglia acrobatica Sherdil è stato perso in un incidente il 7 gennaio 2025. |          |
| Cessna T-37 Tweet                    | Stati Uniti      | aereo da addestramento                                                       | T-37BT-37C                                        | 28                 | 40 consegnati nuovi consegnati negli anni 1962-1977, seguiti nel 1980 da altri 22 di seconda mano. Questa flotta è stata poi incrementato con 74 velivoli (in parte modernizzati, in parti da cannibalizzare) ceduti da Stati Uniti e 34 dei quali dalla Turchia tra il 2009 ed il 2015.34 esemplari sono stati ceduti al Pakistan. A tutto il 2018, sono 33 gli esemplari in servizio. |          |
| PAC MFI-17 Mushshak                  | Svezia Pakistan  | aereo da addestramento                                                       | MFI-17                                            | 119                | 18 esemplari ricevuti direttamente dalla Saab nel 1974-1976, 92 prodotti localmente, ed ulteriori 150 prodotti su licenza, dal 1981 al 1997, con alcune modifiche. Dal 200, 150 esemplari sono stati aggiornati allo standard Super Mushshak con nuova avionica e motorizzazione. |          |
| Elicotteri                           |                  |                                                                              |                                                   |                    | |          |
| Mil Mi-17 Hip                        | Russia           | elicottero utility SARelicottero da trasporto VIP                            | Mi-171                                            | 16                 | 45 Mi-171 ordinati. 16 Mi-171 consegnati nel 2002-2004, due dei quali configurati per il trasporto VIP. |          |
| Sud-Aviation SA 316 Alouette III     | Francia          | elicottero utility elicottero da addestramento                               | SE3160SA 316B                                     | 10                 | 15 esemplari realizzati localmente. |          |
| Bell 205                             | Stati Uniti      | elicottero utility                                                           | Bell 205                                          | 4                  | |          |
| Bell 412                             | Stati Uniti      | elicottero utility                                                           | Bell 412                                          | 1                  | |          |
| AgustaWestland AW139                 | Italia           | SAR                                                                          | AW139                                             | 12                 | La PAF utilizza alcuni AW139 per il ruolo SAR, anche se non si conosce il numero degli esemplari effettivamente consegnati. |          |

## Aeromobili ritirati
- Boeing 707-320
- Cessna Citation V
- Antonov An-26 Curl
- Nanchang A-5 Fantan - (?-2011)[45]
- Lockheed F-104 Starfighter
- Shenyang J-6 - 192 esemplari (1965-2002)[46][47]
- Mikoyan-Gurevich MiG-19F Farmer - 20 esemplari (1970-?)[47]
- Martin B-57 Canberra
- Hawker Tempest
- de Havilland DH.82 Tiger Moth
- North American Harvard
- Taylorcraft Auster V
- Douglas C-47 Skytrain